# Viskningar i mörkret
Viskningar i mörkret, engelsk originaltitel The Whisperer in Darkness, är en kortroman på 26 000 ord av den amerikanske författaren H.P. Lovecraft. Den skrevs i februari – september 1930. Den utkom första gången i den amerikanska science fiction- och skräcktidskriften Weird Tales i augusti 1931.

## Handlingen
Historien berättas av Albert N. Wilmarth, som är lärare i litteratur vid Miskatonic University i Arkham, Massachusetts. Berättelsen gäller något som ruvar bland kullarna i Vermont och som hemsöker skogarna.

## Om kortromanen
Kortromanen är en av Lovecrafts mest lästa skräcknoveller, som övat stort inflytande på samtida skräckförfattare.
Kortromanen är ett av de verk Lovecraft tog längst tid på sig att skriva, från den 24 februari 1930, fram till 7 maj samma år, men som han fortsatte att putsa och bearbeta ända fram till 26 september. För verket fick Lovecraft 350 dollar i ersättning, vilket var det största honorar han kom att erhålla för ett enskilt verk.